# Podisus placidus
Podisus placidus är en insektsart som beskrevs av Philip Reese Uhler 1870. Podisus placidus ingår i släktet Podisus och familjen bärfisar. Inga underarter finns listade i Catalogue of Life.